# 韓国における携帯電話
韓国における携帯電話（かんこくにおけるけいたいでんわ）について解説する。

## 歴史
- 1984年、韓国通信（現：KT）が韓国移動通信を設立し、自動車電話事業を開始。 [1]
- 1988年、韓国移動通信が一般向けの携帯電話サービスを開始。
- 1996年、韓国移動通信が世界で初めてのcdmaOneによる携帯電話サービスを仁川広域市・富川市で開始。同年4月には新世紀通信、10月にはハンソルPCSが新規参入事業者として、携帯電話サービスを開始。
- 1997年、韓国移動通信がSKグループに買収され、SKテレコムとなった。10月には韓国通信フリーテルとLGテレコムが新規事業者として、サービスを開始。
- 1999年　新世紀通信の有力株主であったポスコとコーロングループが、SKテレコムへ同社の過半数の株を売却することで合意。
- 2002年、韓国通信フリーテルがハンソルMドットコム（旧・ハンソルPCS）と合併し、KTフリーテルとなる。 [2] 4月、SKテレコムが新世紀通信を吸収合併。WIPIという韓国標準アプリプラットフォームの提供開始。
- 2004年、番号ポータビリティ制度が開始。
- 2008年、次世代韓国標準アプリプラットフォームを計画。
- 2009年、KTフリーテルが親会社のKTと合併した。WIPIの義務化廃止。

## 携帯電話サービス・プロバイダー
韓国全土に携帯電話サービスを展開している会社は三社ある。
- SKテレコム

SKテレコムは、紡績・石油化学で大きくなったSKグループの現在は中核会社であり、携帯電話事業の加入者シェアは3社の中で最大である。携帯電話サービスを2G CDMAと3G CDMA2000・W-CDMAおよび3.9G LTEで提供している。
- KT

KT（韓国通信）は韓国最大の通信事業者で、携帯電話子会社KTFを合併して、携帯電話サービスを2G CDMAと3G CDMA2000・W-CDMAおよび3.9G LTEで行なっている。日本のNTTドコモが資本参加、業務提携をしている。
- LGユープラス（旧LGテレコム）

canUブランドを展開するLGユープラスはLGグループの一員で、携帯電話サービスを2G CDMA、3G CDMA2000および3.9G LTEで提供している。日本のKDDIとも関係が深く、旧カシオ日立モバイルコミュニケーションズがcanUブランドで端末を供給していたことがある。
韓国の携帯電話三社はこれまで 2G CDMAおよび3G CDMA2000技術を利用してきたが、2006年よりKTとSKテレコムが3G W-CDMAサービスも開始している。  2009年末現在の契約者シェアはSKテレコムが約51パーセント、KTが約31パーセント、LGテレコムが約18パーセントで、同時期の日本市場における大手3社（NTTドコモ・KDDI・ソフトバンクモバイル）のシェアと類似している 。
ちなみに、韓国内のキャリア3社ともApple（iPhone・iPad）の公式キャリアである。

## 携帯電話産業
韓国携帯電話の分野は、通信関係を監督する情報通信部（MIC）が担当している。
研究開発はおもに韓国電子通信研究院（ETRI）で行なわれていて、米国クアルコム社を中心とするCDMAおよびCDMA2000技術関連の開発に深くたずさわってきた。
韓国の携帯電話産業の海外経験については、SKテレコムがモンゴル、ウズベキスタン、カンボジアなどでの最初の携帯電話サービス会社の立ち上げに協力していて、また中国聯合通信のCDMAには資金的・技術的な援助を行なってきており、中国ではCDMAネットワークは2008年末から中国電信に移管されたので、この会社と関係を続けている。

## 携帯電話のプラットフォーム
韓国では、WIPI（Wireless Internet Platform for Interoperability）という韓国標準アプリプラットフォームが採用され、一般ユーザーが作ったアプリの配布及び携帯電話での実行はできずに通信事業者の公式コンテンツプロバイダのみ行うことができるという、垂直統合型モデル（いわゆるガラパゴス化）のプラットフォームが義務化されてきた。
2002年より韓国国内標準プラットフォームとして策定され2005年に搭載義務化。2008年に次世代プラットフォームが予定されるも、世界通信市場に対応し、利用者の端末範囲も自由に選べる様にするため、2009年に義務化を廃止し、WIPIを搭載していない端末の販売も可能になった。

## 端末
次の会社からの携帯端末が販売されている。
| - サムスン電子 - Galaxy - LGエレクトロニクス - パンテック&キュリテル | - ソニーモバイルコミュニケーションズ - Xperia - NECカシオ モバイルコミュニケーションズ - CASIOのみ - モトローラ - Apple - iPhone - Google - Nexus One - ファーウェイ - Xiaomi |

サムスン電子とアップルが圧倒的なマーケットシェアを持っている。

## 各社の携帯電話サービス
各社の利用料金と主なサービスは次の通り。

### KT
SHOW(MagicN,マルチパック,Fimm)
2015年11月30日に位置サービスを終了した。

### LGユープラス
EZ-i(OZ Lite)

### SKテレコム
NATE(ネイト)
2009年にフリーゾーンという無料付加料金制サービスが開始された。
2015年12月31日にサービスを終了した。

## 韓国の携帯電話の特徴
- キャリア主導の販売体制であり、インセンティブ制度を利用した販売を行っていたことから、かつての日本同様、端末原価を大幅に下回る価格で販売されていた。政府が割引額の上限を定めているものの、キャリアや代理店による違法補助金が後を絶たない [7]。
- 日本と同じように、韓国の携帯電話はもともとSIMカードを使用しておらず、第三世代携帯電話サービス開始に伴い導入したSIMカードも、自身の端末以外では使えないようにSIMロックされていた（「SIMロック2」。日本のau端末と同様）。その後、SIMロック解除サービスを開始したが、当初は自社内での利用に限られていた（国内他社、海外のSIMロック解除端末では利用は不可）。現在では、キャリアから販売されている端末も全てSIMロックがない状態で販売されている。
- 第二世代携帯電話では、日本や北朝鮮と同様GSMを導入しなかったため、またSIMカードの導入もなかったため、自身の所持するGSM端末やSIMカードを使用したローミングができず、海外からの渡航者は、韓国国内専用の携帯電話をレンタルする必要があった。
  - なお、日本と韓国の間においては、auがグローバルパスポート（現Au世界サービス）において、日本と韓国で両方使用可能な端末（C111SA他）を発売したり、NTTドコモとSKテレコムが、日本のPDC方式と韓国のCDMA方式の両サービスを利用できる端末（P601wk）を発売している。
- プリペイド式携帯電話のサービスも行われているが、利用者は少ない。これは、諸外国で一般的なSIMカードのみの契約ができず、契約するキャリアに対応する端末を用意する必要があるためである。以前は、法律によって、国外で購入された端末は、放送通信委員会の電波認証手続きを得なければ使用が不可能なため（契約時、端末機情報登録と共に電波認証の有無が確認される）、諸外国のようにSIMカードを購入して、自身の端末で使用するようなことは事実上不可能であった。その後「端末自給制度」が開始され、キャリア以外で購入した端末、海外で購入した端末も電波認証なしに契約できるようになり、SIMカードを入れ替えるだけで自由に使えるようになった。また、MVNO業者も参入し、プリペイドでのSIMカード供給も開始された。
- 日本よりも早くから中古市場が発達しており、携帯電話販売店では、新品と共に中古品も販売されている。主に、プリペイド式で利用される。

## 参照項目
- 韓国の通信 (Telecommunications in South Korea)
- 韓国の企業一覧#通信